# Rathtrevor Beach Park
Rathtrevor Beach Park är en park i Kanada.   Den ligger i Regional District of Nanaimo och provinsen British Columbia, i den sydvästra delen av landet, 3 600 km väster om huvudstaden Ottawa. Rathtrevor Beach Park ligger 21 meter över havet.
Terrängen runt Rathtrevor Beach Park är huvudsakligen platt, men söderut är den kuperad. Havet är nära Rathtrevor Beach Park åt nordost.Närmaste större samhälle är Parksville, 3,3 km väster om Rathtrevor Beach Park. 
I omgivningarna runt Rathtrevor Beach Park växer i huvudsak blandskog. Runt Rathtrevor Beach Park är det glesbefolkat, med 18 invånare per kvadratkilometer.